# Tanwé-Hessou
Tanwé-Hessou è un arrondissement del Benin situato nella città di Zogbodomey (dipartimento di Zou) con 8.434 abitanti (dato 2006).